# Michal Kalenda
Michal Kalenda (* 26. srpna 1975 Vyškov) je český profesionální cyklista. Je několikanásobným mistrem České republiky v dráhové cyklistice, držitelem dresu pro nejlepšího vrchaře a sprintera na Závodě míru a několikanásobným medailistou na Mistrovství České republiky v silniční cyklistice (závod jednotlivců, časovka jednotlivců).

## Sportovní kariéra
S cyklistikou začínal v roce 1987 (tedy jako dvanáctiletý) na kole Favorit. O rok později (ve třinácti letech) se stal členem klubu Rostex Vyškov, odkud za dva roky přestoupil do Tělovýchovného střediska mládeže. V kategoriích mladší a starší dorost už byl Kalenda členem klubu MEZ Drásov. V roce 1994 v kategorii mužů nastoupil do CK Brno; v tomto roce jel první mistrovství světa. V roce 1995 se Kalenda poprvé stal Mistrem republiky v dráhové cyklistice v disciplíně stíhačka jednotlivců.
Stal se 9× mistrem republiky v dráhových disciplínách, byl držitelem druhého a třetího místa v časovce jednotlivců, třetího místa v silničním závodě jednotlivců, byl účastníkem třech mistrovství světa, dvou Závodu míru a získal mnoho dalších medailových míst na domácích i zahraničních závodech.
Jeho nejsilnější disciplínou byla stíhačka jednotlivců a časovka jednotlivců.

## Osobní život
Po ukončení závodní kariéry převzal po otci společnost zabývající se prodejem EET pokladen, audiovizuální techniky a vybavení do škol.
Má dvě děti, dceru Veroniku a syna Jiřího.

## Galerie

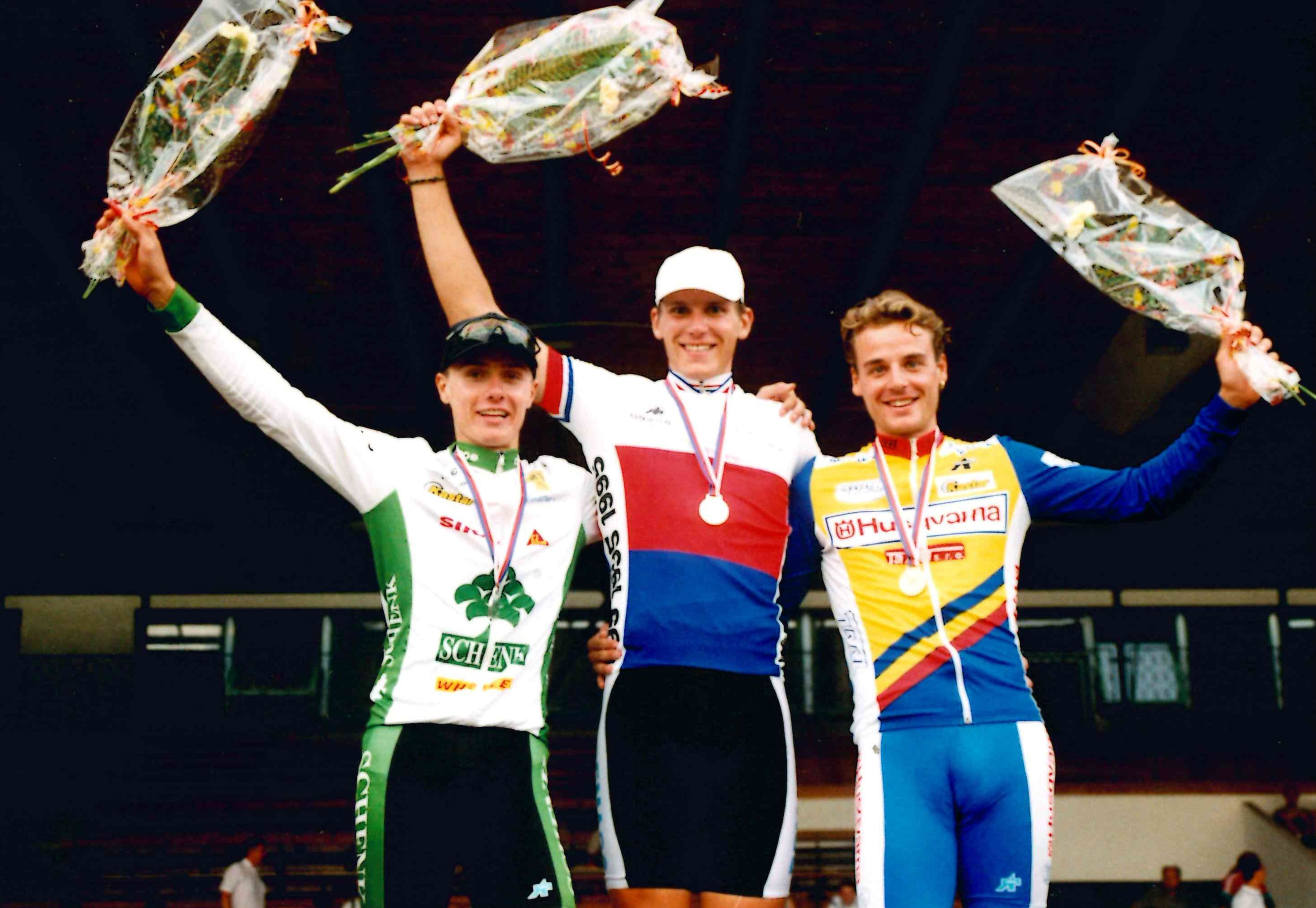
Vítěz Mistrovství České republiky Michal Kalenda, Brno 1995
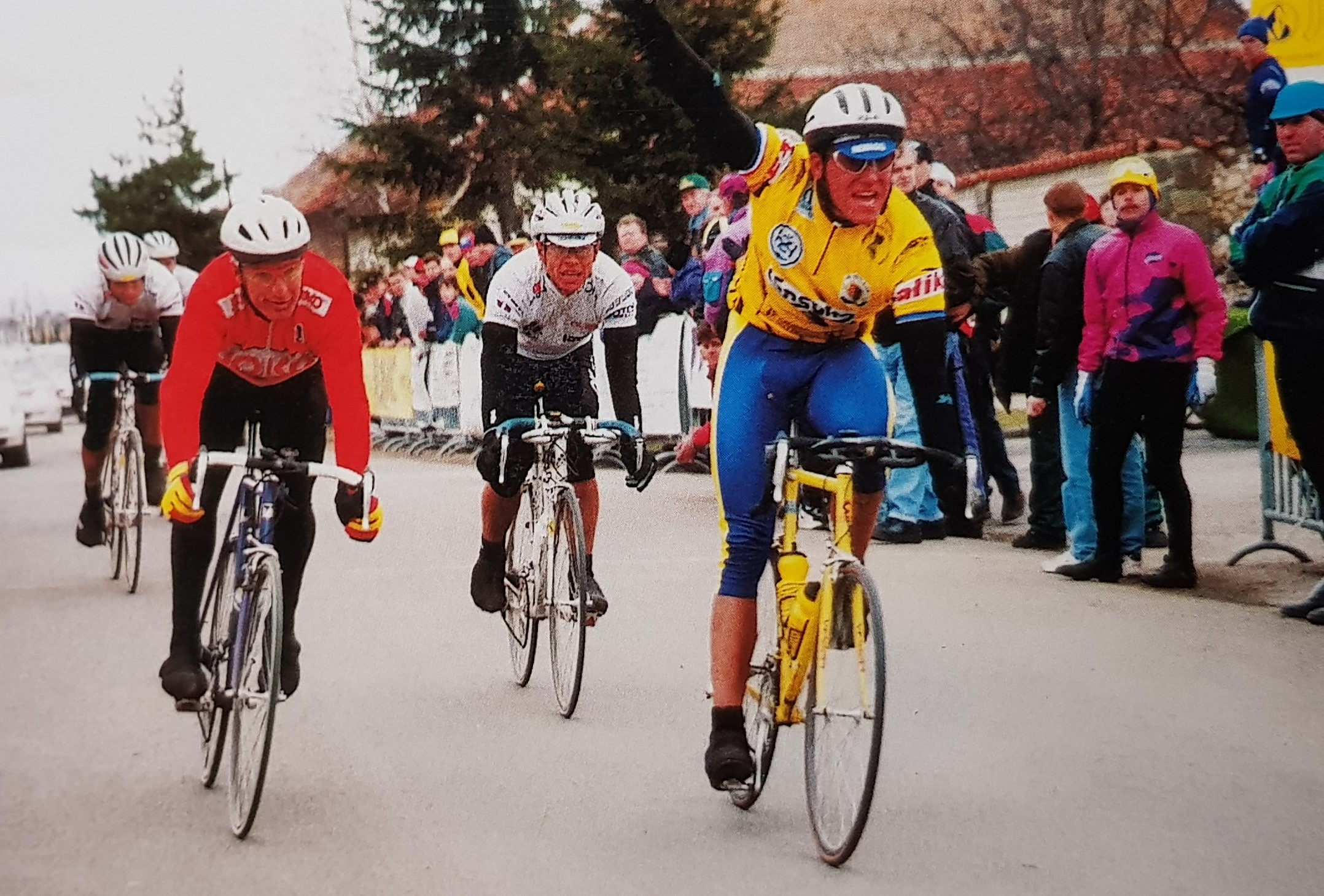
Český pohár Žatčany, 1997 (Kalenda ve žlutém dresu)
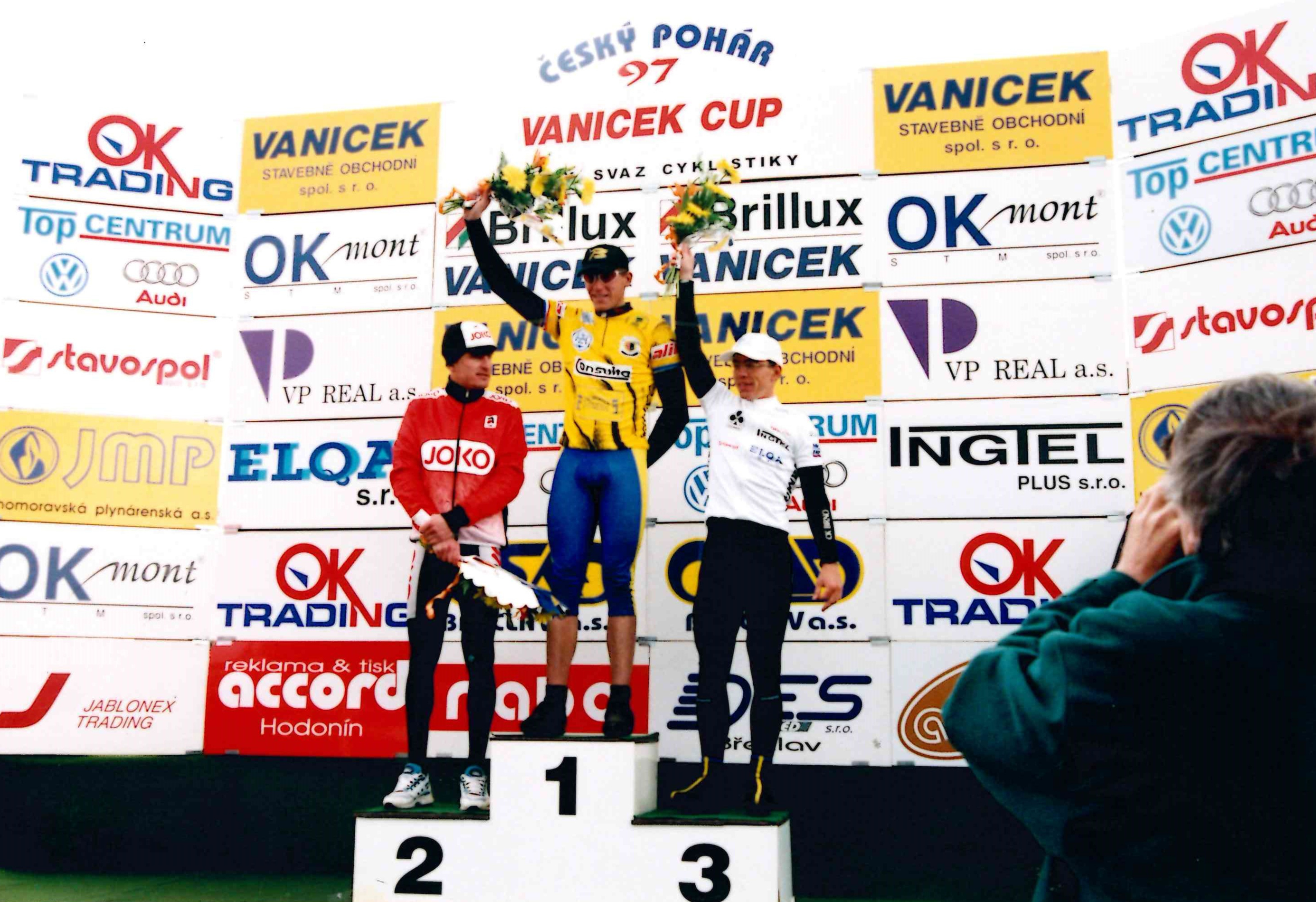
Vítěz Českého poháru Žatčany 1997
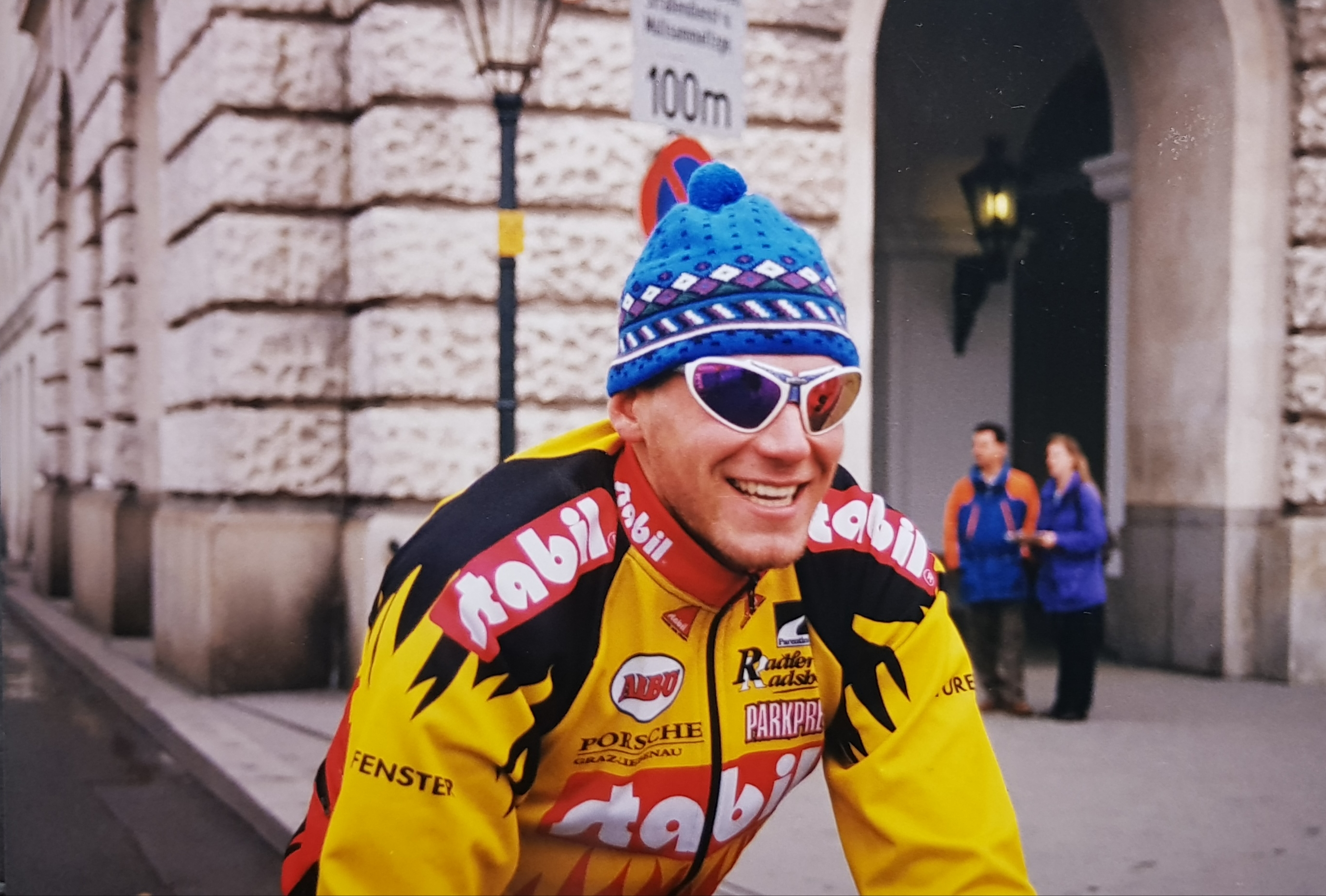
Zahraniční angažmá (Rakousko, Arbö Stabil Graz, 1998)
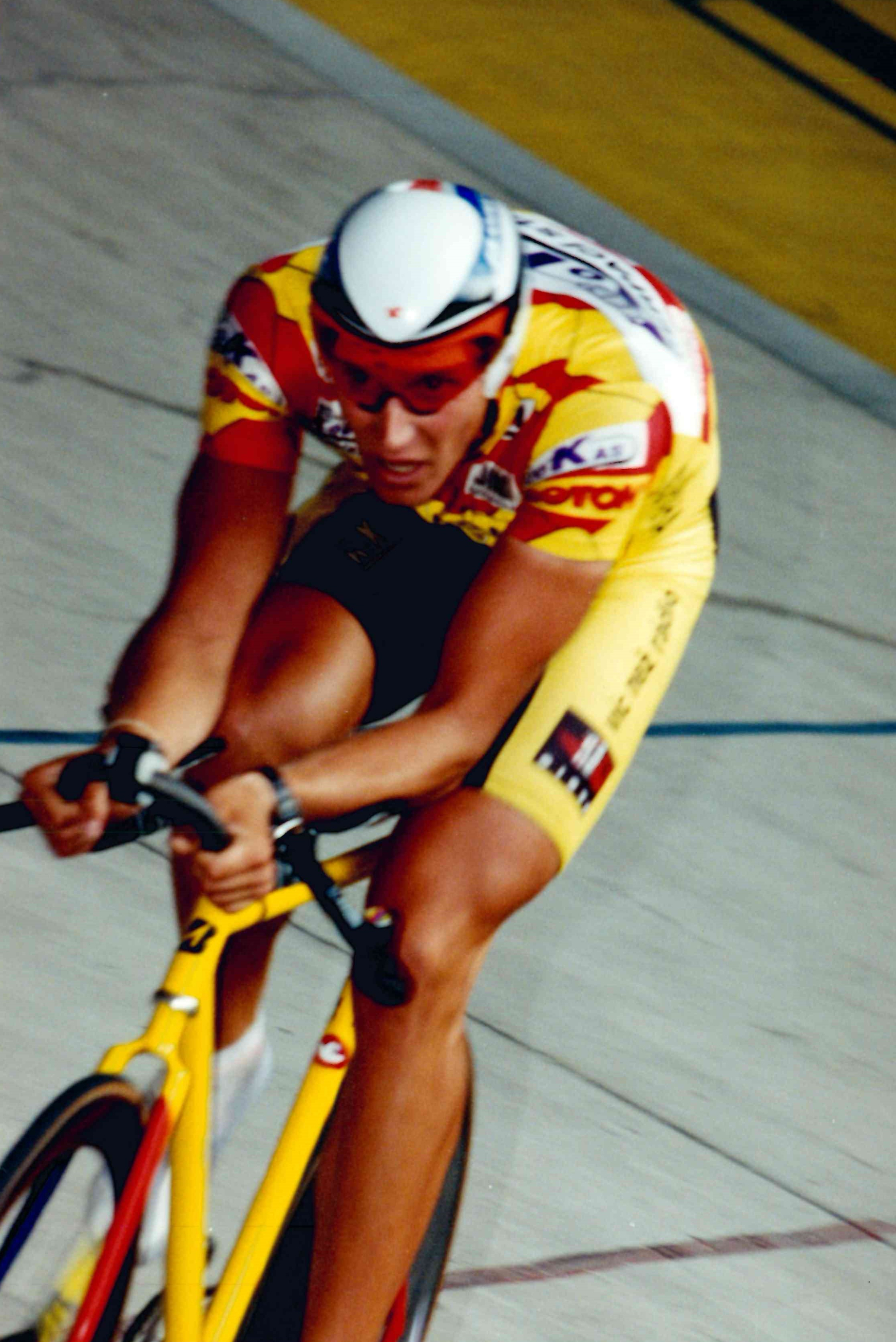
Mistrovství České republiky, 1999
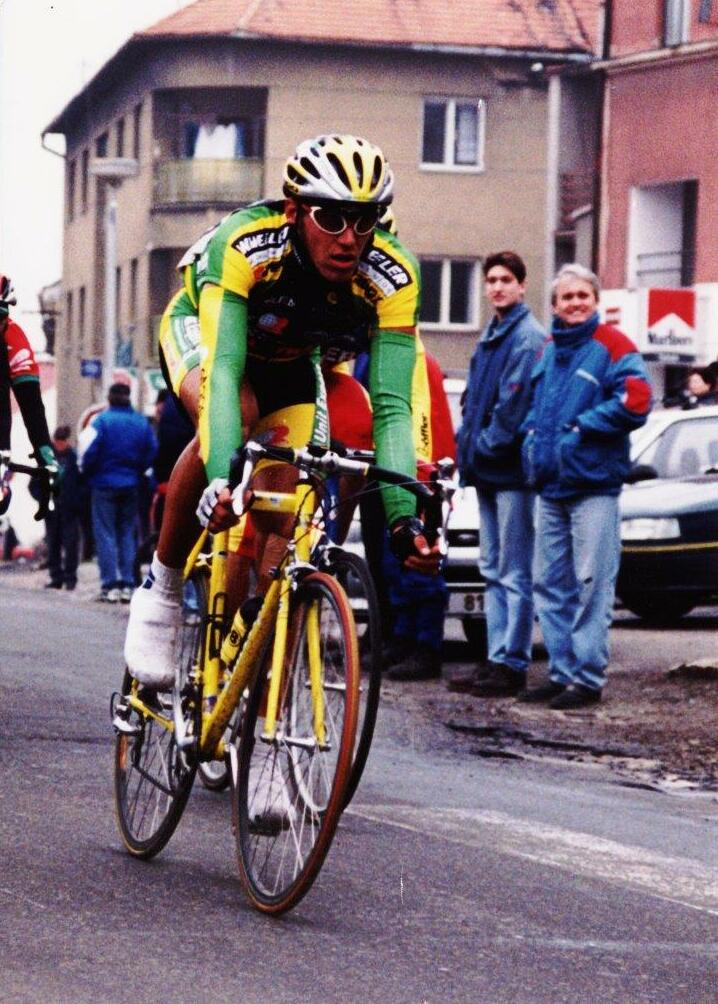
Český pohár Bíteš 2000
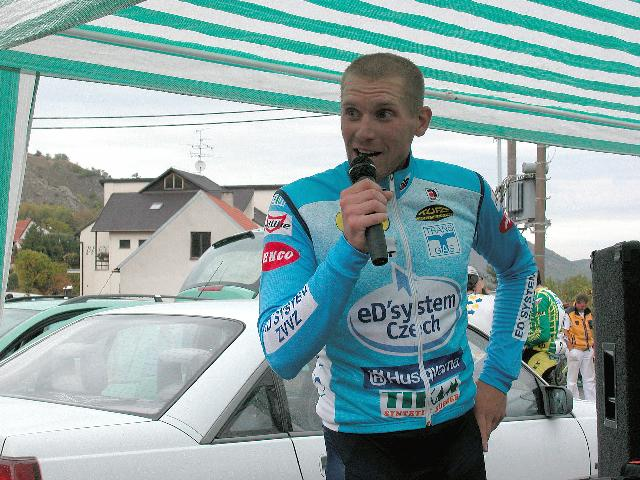
Rozhovor, Pálava tour 2003